# Österö, Sagu
Österö är en ö i Finland. Den ligger i Skärgårdshavet och i kommunen Sagu i landskapet Egentliga Finland, i den sydvästra delen av landet. Ön ligger omkring 26 kilometer sydöst om Åbo och omkring 130 kilometer väster om Helsingfors.
Öns area är 45,2 hektar och dess största längd är 0,9 kilometer i öst-västlig riktning. Ön höjer sig omkring 30 meter över havsytan. I omgivningarna runt Österö växer i huvudsak barrskog.